# Wskaźniki wolności
Wskaźniki wolności – mierniki zakresu wolności obywatelskiej, gospodarczej i politycznej, opracowane i publikowane przez różne organizacje pozarządowe. Do najważniejszych należą:
- Freedom in the World – publikowany corocznie przez Freedom House ranking państw w kategorii wolności i demokracji. Oceniane jest przestrzeganie i ochrona praw politycznych i swobód obywatelskich, wywodzących się w dużej mierze z Powszechnej deklaracji praw człowieka. Państwa są klasyfikowane jako wolne, częściowo wolne albo bez wolności.
- wskaźnik wolności gospodarczej – doroczny raport publikowany przez The Wall Street Journal i Heritage Foundation. Państwa są klasyfikowane jako wolne, w zasadzie wolne, w zasadzie bez wolności albo bez wolności.
- wskaźnik wolności prasy – publikowany przez organizację Reporterzy bez Granic. Stan wolności prasy i mediów jest oceniany jako dobra sytuacja, zadowalająca sytuacja, występują problemy, trudna sytuacja albo bardzo poważna sytuacja.

## Aktualne wyniki
Poniższa tabela zawiera wyniki pomiarów każdego z trzech wyżej wymienionych wskaźników dla większości państw świata. Dla dokładniejszego zapoznania się z wynikami tych pomiarów należy sięgnąć do artykułów o poszczególnych wskaźnikach.
| Wskaźnik                       | Status         | Status         | Status                | Status                | Status             | Status             | Status                  | Status                  | Status                  | Status                  |
| Freedom in the World           | wolny          | wolny          | wolny                 | częściowo wolny       | częściowo wolny    | częściowo wolny    | częściowo wolny         | bez wolności            | bez wolności            | bez wolności            |
| Wskaźnik wolności gospodarczej | wolny          | wolny          | w zasadzie wolny      | w zasadzie wolny      | umiarkowanie wolny | umiarkowanie wolny | w zasadzie bez wolności | w zasadzie bez wolności | bez wolności            | bez wolności            |
| Wskaźnik wolności prasy        | dobra sytuacja | dobra sytuacja | zadowalająca sytuacja | zadowalająca sytuacja | występują problemy | występują problemy | trudna sytuacja         | trudna sytuacja         | bardzo poważna sytuacja | bardzo poważna sytuacja |

| Państwo                           | Wolność i demokracja | Wolność gospodarcza     | Wolność prasy           |
| Afganistan                        | bez wolności         | brak danych             | trudna sytuacja         |
| Albania                           | częściowo wolny      | umiarkowanie wolny      | występują problemy      |
| Algieria                          | bez wolności         | w zasadzie bez wolności | trudna sytuacja         |
| Andora                            | wolny                | wolny                   | zadowalająca sytuacja   |
| Angola                            | bez wolności         | bez wolności            | występują problemy      |
| Antigua i Barbuda                 | wolny                | brak danych             | brak danych             |
| Argentyna                         | wolny                | bez wolności            | występują problemy      |
| Armenia                           | częściowo wolny      | umiarkowanie wolny      | występują problemy      |
| Australia                         | wolny                | wolny                   | zadowalająca sytuacja   |
| Austria                           | wolny                | w zasadzie wolny        | dobra sytuacja          |
| Azerbejdżan                       | bez wolności         | w zasadzie bez wolności | trudna sytuacja         |
| Bahamy                            | wolny                | w zasadzie wolny        | brak danych             |
| Bahrajn                           | bez wolności         | w zasadzie wolny        | występują problemy      |
| Bangladesz                        | częściowo wolny      | w zasadzie bez wolności | występują problemy      |
| Barbados                          | wolny                | umiarkowanie wolny      | brak danych             |
| Białoruś                          | bez wolności         | bez wolności            | trudna sytuacja         |
| Belgia                            | wolny                | w zasadzie wolny        | dobra sytuacja          |
| Belize                            | wolny                | umiarkowanie wolny      | zadowalająca sytuacja   |
| Benin                             | wolny                | w zasadzie bez wolności | występują problemy      |
| Bhutan                            | częściowo wolny      | w zasadzie bez wolności | występują problemy      |
| Boliwia                           | częściowo wolny      | w zasadzie bez wolności | występują problemy      |
| Bośnia i Hercegowina              | częściowo wolny      | w zasadzie bez wolności | zadowalająca sytuacja   |
| Botswana                          | wolny                | umiarkowanie wolny      | występują problemy      |
| Brazylia                          | wolny                | w zasadzie bez wolności | występują problemy      |
| Brunei                            | bez wolności         | brak danych             | trudna sytuacja         |
| Bułgaria                          | wolny                | umiarkowanie wolny      | występują problemy      |
| Burkina Faso                      | bez wolności         | umiarkowanie wolny      | zadowalająca sytuacja   |
| Mjanma                            | bez wolności         | bez wolności            | bardzo poważna sytuacja |
| Burundi                           | częściowo wolny      | bez wolności            | występują problemy      |
| Kambodża                          | bez wolności         | w zasadzie bez wolności | występują problemy      |
| Kamerun                           | bez wolności         | w zasadzie bez wolności | występują problemy      |
| Kanada                            | wolny                | wolny                   | dobra sytuacja          |
| Republika Zielonego Przylądka     | wolny                | umiarkowanie wolny      | zadowalająca sytuacja   |
| Republika Środkowoafrykańska      | bez wolności         | bez wolności            | występują problemy      |
| Czad                              | bez wolności         | bez wolności            | występują problemy      |
| Czarnogóra                        | wolny                | umiarkowanie wolny      | występują problemy      |
| Chile                             | wolny                | w zasadzie wolny        | zadowalająca sytuacja   |
| Chiny                             | bez wolności         | w zasadzie bez wolności | bardzo poważna sytuacja |
| Kolumbia                          | częściowo wolny      | w zasadzie wolny        | trudna sytuacja         |
| Komory                            | częściowo wolny      | bez wolności            | zadowalająca sytuacja   |
| Kostaryka                         | wolny                | umiarkowanie wolny      | zadowalająca sytuacja   |
| Wybrzeże Kości Słoniowej          | bez wolności         | w zasadzie bez wolności | występują problemy      |
| Kongo                             | bez wolności         | bez wolności            | występują problemy      |
| Demokratyczna Republika Konga     | bez wolności         | bez wolności            | trudna sytuacja         |
| Chorwacja                         | wolny                | umiarkowanie wolny      | występują problemy      |
| Kuba                              | bez wolności         | bez wolności            | bardzo poważna sytuacja |
| Cypr                              | wolny                | w zasadzie wolny        | zadowalająca sytuacja   |
| Czechy                            | wolny                | w zasadzie wolny        | dobra sytuacja          |
| Dania                             | wolny                | w zasadzie wolny        | dobra sytuacja          |
| Dżibuti                           | bez wolności         | w zasadzie bez wolności | występują problemy      |
| Dominika                          | wolny                | umiarkowanie wolny      | brak danych             |
| Dominikana                        | wolny                | umiarkowanie wolny      | występują problemy      |
| Timor Wschodni                    | częściowo wolny      | bez wolności            | występują problemy      |
| Ekwador                           | częściowo wolny      | bez wolności            | występują problemy      |
| Egipt                             | bez wolności         | w zasadzie bez wolności | trudna sytuacja         |
| Salwador                          | wolny                | umiarkowanie wolny      | występują problemy      |
| Gwinea Równikowa                  | bez wolności         | bez wolności            | bardzo poważna sytuacja |
| Erytrea                           | bez wolności         | bez wolności            | bardzo poważna sytuacja |
| Estonia                           | wolny                | w zasadzie wolny        | dobra sytuacja          |
| Etiopia                           | bez wolności         | w zasadzie bez wolności | trudna sytuacja         |
| Fidżi                             | bez wolności         | umiarkowanie wolny      | trudna sytuacja         |
| Finlandia                         | wolny                | w zasadzie wolny        | dobra sytuacja          |
| Francja                           | wolny                | umiarkowanie wolny      | zadowalająca sytuacja   |
| Gabon                             | bez wolności         | w zasadzie bez wolności | występują problemy      |
| Gambia                            | bez wolności         | w zasadzie bez wolności | trudna sytuacja         |
| Gruzja                            | częściowo wolny      | w zasadzie wolny        | występują problemy      |
| Niemcy                            | wolny                | w zasadzie wolny        | dobra sytuacja          |
| Ghana                             | wolny                | w zasadzie bez wolności | zadowalająca sytuacja   |
| Grecja                            | wolny                | umiarkowanie wolny      | występują problemy      |
| Grenada                           | wolny                | brak danych             | zadowalająca sytuacja   |
| Gwatemala                         | częściowo wolny      | umiarkowanie wolny      | występują problemy      |
| Gwinea                            | bez wolności         | w zasadzie bez wolności | występują problemy      |
| Gwinea Bissau                     | bez wolności         | bez wolności            | występują problemy      |
| Gujana                            | wolny                | bez wolności            | występują problemy      |
| Haiti                             | częściowo wolny      | w zasadzie bez wolności | występują problemy      |
| Honduras                          | bez wolności         | w zasadzie bez wolności | trudna sytuacja         |
| Hongkong                          | częściowo wolny      | wolny                   | zadowalająca sytuacja   |
| Holandia                          | wolny                | w zasadzie wolny        | dobra sytuacja          |
| Islandia                          | wolny                | w zasadzie wolny        | dobra sytuacja          |
| Indie                             | wolny                | w zasadzie bez wolności | trudna sytuacja         |
| Indonezja                         | wolny                | w zasadzie bez wolności | występują problemy      |
| Iran                              | bez wolności         | bez wolności            | bardzo poważna sytuacja |
| Irak                              | częściowo wolny      | brak danych             | występują problemy      |
| Irlandia                          | wolny                | w zasadzie wolny        | dobra sytuacja          |
| Izrael                            | wolny                | umiarkowanie wolny      | występują problemy      |
| Jamajka                           | wolny                | umiarkowanie wolny      | zadowalająca sytuacja   |
| Japonia                           | wolny                | w zasadzie wolny        | zadowalająca sytuacja   |
| Jordania                          | bez wolności         | umiarkowanie wolny      | występują problemy      |
| Kazachstan                        | bez wolności         | umiarkowanie wolny      | trudna sytuacja         |
| Kenia                             | częściowo wolny      | w zasadzie bez wolności | występują problemy      |
| Kiribati                          | wolny                | bez wolności            | zadowalająca sytuacja   |
| Kuwejt                            | częściowo wolny      | umiarkowanie wolny      | występują problemy      |
| Kirgistan                         | częściowo wolny      | umiarkowanie wolny      | trudna sytuacja         |
| Laos                              | bez wolności         | w zasadzie bez wolności | bardzo poważna sytuacja |
| Łotwa                             | wolny                | umiarkowanie wolny      | zadowalająca sytuacja   |
| Liban                             | częściowo wolny      | umiarkowanie wolny      | występują problemy      |
| Lesotho                           | częściowo wolny      | bez wolności            | występują problemy      |
| Liberia                           | częściowo wolny      | bez wolności            | występują problemy      |
| Libia                             | bez wolności         | bez wolności            | bardzo poważna sytuacja |
| Liechtenstein                     | wolny                | brak danych             | brak danych             |
| Litwa                             | wolny                | w zasadzie wolny        | dobra sytuacja          |
| Luksemburg                        | wolny                | w zasadzie wolny        | dobra sytuacja          |
| Macedonia Północna                | częściowo wolny      | umiarkowanie wolny      | występują problemy      |
| Madagaskar                        | bez wolności         | umiarkowanie wolny      | występują problemy      |
| Malawi                            | częściowo wolny      | w zasadzie bez wolności | występują problemy      |
| Malezja                           | częściowo wolny      | umiarkowanie wolny      | trudna sytuacja         |
| Malediwy                          | częściowo wolny      | bez wolności            | zadowalająca sytuacja   |
| Mali                              | wolny                | w zasadzie bez wolności | zadowalająca sytuacja   |
| Malta                             | wolny                | umiarkowanie wolny      | zadowalająca sytuacja   |
| Wyspy Marshalla                   | wolny                | brak danych             | brak danych             |
| Mauretania                        | bez wolności         | w zasadzie bez wolności | występują problemy      |
| Mauritius                         | wolny                | w zasadzie wolny        | zadowalająca sytuacja   |
| Meksyk                            | częściowo wolny      | umiarkowanie wolny      | trudna sytuacja         |
| Mikronezja                        | wolny                | w zasadzie bez wolności | brak danych             |
| Mołdawia                          | częściowo wolny      | w zasadzie bez wolności | występują problemy      |
| Monako                            | wolny                | brak danych             | brak danych             |
| Mongolia                          | wolny                | w zasadzie bez wolności | występują problemy      |
| Maroko                            | częściowo wolny      | w zasadzie bez wolności | trudna sytuacja         |
| Mozambik                          | częściowo wolny      | w zasadzie bez wolności | występują problemy      |
| Namibia                           | wolny                | umiarkowanie wolny      | zadowalająca sytuacja   |
| Nauru                             | wolny                | brak danych             | zadowalająca sytuacja   |
| Nepal                             | częściowo wolny      | w zasadzie bez wolności | występują problemy      |
| Nowa Zelandia                     | wolny                | wolny                   | dobra sytuacja          |
| Nikaragua                         | częściowo wolny      | w zasadzie bez wolności | występują problemy      |
| Niger                             | bez wolności         | w zasadzie bez wolności | występują problemy      |
| Nigeria                           | częściowo wolny      | w zasadzie bez wolności | trudna sytuacja         |
| Korea Północna                    | bez wolności         | bez wolności            | bardzo poważna sytuacja |
| Norwegia                          | wolny                | w zasadzie wolny        | dobra sytuacja          |
| Oman                              | bez wolności         | umiarkowanie wolny      | występują problemy      |
| Pakistan                          | częściowo wolny      | w zasadzie bez wolności | trudna sytuacja         |
| Palau                             | wolny                | brak danych             | brak danych             |
| Palestyna                         | częściowo wolny      | brak danych             | trudna sytuacja         |
| Panama                            | wolny                | umiarkowanie wolny      | występują problemy      |
| Papua-Nowa Gwinea                 | częściowo wolny      | w zasadzie bez wolności | zadowalająca sytuacja   |
| Paragwaj                          | częściowo wolny      | umiarkowanie wolny      | zadowalająca sytuacja   |
| Peru                              | wolny                | umiarkowanie wolny      | występują problemy      |
| Filipiny                          | częściowo wolny      | w zasadzie bez wolności | trudna sytuacja         |
| Polska                            | wolny                | umiarkowanie wolny      | zadowalająca sytuacja   |
| Portugalia                        | wolny                | umiarkowanie wolny      | zadowalająca sytuacja   |
| Katar                             | bez wolności         | w zasadzie wolny        | występują problemy      |
| Rumunia                           | wolny                | umiarkowanie wolny      | występują problemy      |
| Rosja                             | bez wolności         | w zasadzie bez wolności | trudna sytuacja         |
| Rwanda                            | bez wolności         | umiarkowanie wolny      | bardzo poważna sytuacja |
| Saint Kitts i Nevis               | wolny                | brak danych             | brak danych             |
| Saint Lucia                       | wolny                | brak danych             | brak danych             |
| Saint Vincent i Grenadyny         | wolny                | umiarkowanie wolny      | brak danych             |
| Samoa                             | wolny                | brak danych             | brak danych             |
| San Marino                        | wolny                | brak danych             | brak danych             |
| Wyspy Świętego Tomasza i Książęca | wolny                | bez wolności            | zadowalająca sytuacja   |
| Arabia Saudyjska                  | bez wolności         | umiarkowanie wolny      | bardzo poważna sytuacja |
| Senegal                           | częściowo wolny      | w zasadzie bez wolności | występują problemy      |
| Serbia                            | wolny                | w zasadzie bez wolności | występują problemy      |
| Seszele                           | częściowo wolny      | w zasadzie bez wolności | zadowalająca sytuacja   |
| Sierra Leone                      | częściowo wolny      | bez wolności            | występują problemy      |
| Singapur                          | częściowo wolny      | wolny                   | trudna sytuacja         |
| Słowacja                          | wolny                | umiarkowanie wolny      | zadowalająca sytuacja   |
| Słowenia                          | wolny                | umiarkowanie wolny      | zadowalająca sytuacja   |
| Wyspy Salomona                    | częściowo wolny      | brak danych             | brak danych             |
| Somalia                           | bez wolności         | brak danych             | bardzo poważna sytuacja |
| Południowa Afryka                 | wolny                | umiarkowanie wolny      | zadowalająca sytuacja   |
| Korea Południowa                  | wolny                | umiarkowanie wolny      | zadowalająca sytuacja   |
| Hiszpania                         | wolny                | w zasadzie wolny        | zadowalająca sytuacja   |
| Sri Lanka                         | częściowo wolny      | w zasadzie bez wolności | bardzo poważna sytuacja |
| Sudan                             | bez wolności         | brak danych             | trudna sytuacja         |
| Surinam                           | wolny                | w zasadzie bez wolności | zadowalająca sytuacja   |
| Eswatini                          | bez wolności         | w zasadzie bez wolności | trudna sytuacja         |
| Szwecja                           | wolny                | w zasadzie wolny        | dobra sytuacja          |
| Szwajcaria                        | wolny                | wolny                   | dobra sytuacja          |
| Syria                             | bez wolności         | w zasadzie bez wolności | bardzo poważna sytuacja |
| Tajwan                            | wolny                | w zasadzie wolny        | zadowalająca sytuacja   |
| Tadżykistan                       | bez wolności         | w zasadzie bez wolności | trudna sytuacja         |
| Tonga                             | częściowo wolny      | w zasadzie bez wolności | zadowalająca sytuacja   |
| Tajlandia                         | częściowo wolny      | umiarkowanie wolny      | trudna sytuacja         |
| Togo                              | bez wolności         | bez wolności            | występują problemy      |
| Tonga                             | częściowo wolny      | brak danych             | trudna sytuacja         |
| Trynidad i Tobago                 | wolny                | umiarkowanie wolny      | zadowalająca sytuacja   |
| Tunezja                           | częściowo wolny      | w zasadzie bez wolności | trudna sytuacja         |
| Turcja                            | częściowo wolny      | umiarkowanie wolny      | trudna sytuacja         |
| Cypr Północny                     | wolny                | brak danych             | występują problemy      |
| Turkmenistan                      | bez wolności         | bez wolności            | bardzo poważna sytuacja |
| Tuvalu                            | wolny                | brak danych             | brak danych             |
| Uganda                            | częściowo wolny      | umiarkowanie wolny      | występują problemy      |
| Ukraina                           | częściowo wolny      | bez wolności            | trudna sytuacja         |
| Zjednoczone Emiraty Arabskie      | bez wolności         | umiarkowanie wolny      | występują problemy      |
| Wielka Brytania                   | wolny                | w zasadzie wolny        | zadowalająca sytuacja   |
| Stany Zjednoczone                 | wolny                | w zasadzie wolny        | zadowalająca sytuacja   |
| Urugwaj                           | wolny                | w zasadzie wolny        | zadowalająca sytuacja   |
| Uzbekistan                        | bez wolności         | bez wolności            | bardzo poważna sytuacja |
| Vanuatu                           | wolny                | w zasadzie bez wolności | brak danych             |
| Wenezuela                         | częściowo wolny      | bez wolności            | trudna sytuacja         |
| Wietnam                           | bez wolności         | w zasadzie bez wolności | bardzo poważna sytuacja |
| Jemen                             | częściowo wolny      | w zasadzie bez wolności | bardzo poważna sytuacja |
| Węgry                             | wolny                | umiarkowanie wolny      | zadowalająca sytuacja   |
| Włochy                            | wolny                | umiarkowanie wolny      | występują problemy      |
| Zambia                            | częściowo wolny      | w zasadzie bez wolności | występują problemy      |
| Zimbabwe                          | bez wolności         | bez wolności            | bardzo poważna sytuacja |